# پرشارتها

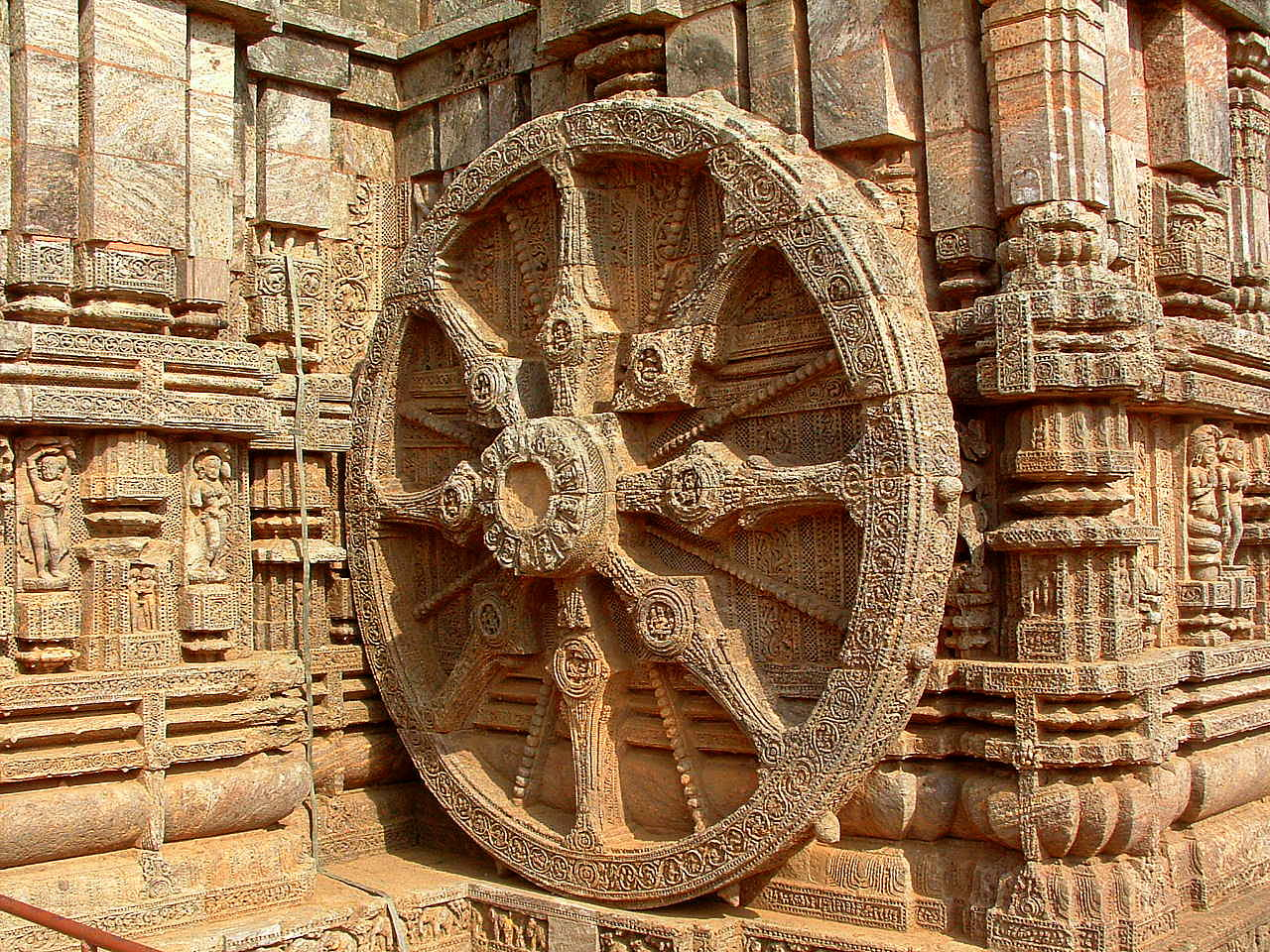
نماد چرخ دهرم در پرستشگاه خورشید کونارک، پوری، اودیشا، هند

در هندوئیسم اصطلاح پرشارتها (سانسکریت: पुरुषार्थ، آوانگاری: Puruṣārtha، ت. «آدمی‌خواست») به اهداف یا آماج‌های وجود انسان اشاره دارد. در آیین هندو عموماً از چهار آدمی‌خواست نام برده می‌شود:
- هماهنگی با نظام گیتی و انجام وظیفه دینی (دهرم)
- دست‌یابی به رفاه (اَرته)
- کام‌گیری (کامه)
- رهایی روحی (موکشا) که به آن آدمی‌خواست اصلی (پَرَمه‌پوروشارته) نیز گفته می‌شود.

هر یک از این چهار آدمی‌خواست در آیین هندو مورد بررسی دقیق قرار گرفته و مؤلفانی هر یک از این مفاهیم را بسط داده‌اند و این امر چندین اثر مهم را در تاریخ فلسفه هندی به‌دست داده‌است، ازجمله کام‌نامه (کاما سوترا) نوشته واتسیایَنه که به موضوعات لذت جنسی می‌پردازد، رفاه‌شناسی (ارته‌شاستره) نوشته چاناکیا، انواع کتب وظیفه‌شناسی دینی (درمه‌شاستره‌ها) که معروف‌ترین آن منوسمرتی است، و سوتراهای اصلی شش مکتب متعارف هندوئیسم که به مفهوم رهایی روحی پرداخته‌اند.
این گزاره که زندگی درست، زیستنی است برپایه طلب و جستجوی چهار آدمی‌خواسته، نخستین بار در سنن ادبی درمه‌شاستره‌ها (کتب وظیفه‌شناسی دینی) و در کتب حماسی رامایانا و مهاباراتا شکل گرفت.